# پیرکانمای جنوبی
پیرکانمای جنوبی زیرمجموعه پیرکانما و یکی از ناحیه‌ها در فنلاند از سال ۲۰۰۹ است.

## شهرداری‌ها
| نشان ملی             | شهرداری           |
| -------------------- | ----------------- |
| Akaan vaakuna        | آکائا (شهر)       |
| Urjalan vaakuna      | اوریالا (شهرداری) |
| Valkeakosken vaakuna | والکئاکوسکی (شهر) |